# Crotaphytus
Genre
Crotaphytus est un genre de sauriens de la famille des Crotaphytidae.

## Répartition
Les espèces de ce genre se rencontrent dans l'ouest des États-Unis et dans le nord du Mexique.

## Liste des espèces
Selon The Reptile Database (27 juillet 2012) :
- Crotaphytus antiquus Axtell & Webb, 1995
- Crotaphytus bicinctores Smith & Tanner, 1972
- Crotaphytus collaris (Say, 1823)
- Crotaphytus dickersonae Schmidt, 1922
- Crotaphytus grismeri Mcguire, 1994
- Crotaphytus insularis Van Denburgh & Slevin, 1921
- Crotaphytus nebrius Axtell & Montanucci, 1977
- Crotaphytus reticulatus Baird, 1858
- Crotaphytus vestigium Smith & Tanner, 1972

## Publication originale
- Holbrook, 1842 : North American Herpetology; or Description of the Reptiles Inhabiting the United States, Second Edition, vol. 5 (texte intégral)